# فهد بوهندي
فهد بوهندي هو مهندس ومدون و كاتب قطري ومتخرج من جامعة التيسايد في بريطانيا و متزوج ولديه طفلين ويعتبر من النشطاء على شبكات و مواقع التواصل الإجتماعي و أشتهر بالآونة الأخيرة بتأييدة لتنظيم الدولة الإسلامية و أكد مراسل قناة الحرة نبأ اعتقاله من قبل السلطات القطرية بعد إغلاق حسابه على موقع تويتر و اختفائه لعدة أيام 